# Bahnhof Ratingen Ost
Der Bahnhof Ratingen Ost ist einer von zwei Bahnhöfen mit Personenverkehr in der Stadt Ratingen in Nordrhein-Westfalen und Station der S-Bahn Rhein-Ruhr.

## Geschichte
Eröffnet wurde der Bahnhof Ratingen Ost 1872 als Bahnhof Ratingen der Bergisch-Märkischen Eisenbahn-Gesellschaft (BME) zusammen mit der Ruhrtalbahn. Nach der Verstaatlichung der BME erhielt er Ende des 19. Jahrhunderts den heutigen Namen. Der Bahnhof liegt zwischen den Ratinger Stadtteilen Ost und Mitte und ist vor allem für Pendler in den Raum Düsseldorf von großer Bedeutung.
Von dem ehemaligen Güterbahnhof aus wurden u. a. die mittlerweile abgebauten Anschlussgleise zu den in der Nähe befindlichen Firmen Balcke-Dürr GmbH, Giesserei Wilhelm Pulch und Eisenhütte bedient. Der ehemalige Güterbahnhof wurde zugunsten von Park-and-ride-Parkplätzen abgebaut.

## Infrastruktur
Am nördlichen Bahnhofskopf befindet sich seit 1963 ein mechanisches Stellwerk (Rof), das den nördlichen Teil des Bahnhofs kontrolliert. Südlich liegt an der Strecke ein 1962 in Betrieb genommenes mechanisch betriebenes Weichenwärterhaus (Rw), das für den südlichen Bahnhofsteil zuständig ist. Der Bahnhof ist mit Formsignalen ausgestattet.

## Anbindung
Der S-Bahnhof Ratingen Ost der Linie S 6 der S-Bahn Rhein-Ruhr besitzt einen Mittelbahnsteig mit Zugang am nördlichen Bahnsteigende. Direkt erreichbar vom Busbahnhof, der von zehn Buslinien angefahren wird, sowie von den Park-and-Ride-Parkplätzen an der Josef-Schappe-Straße. Bis zum Umbau für den S-Bahn-Verkehr besaß der Bahnhof einen Hausbahnsteig und zwei Zwischenbahnsteige.
Die Buslinien werden von der Rheinbahn betrieben. Bis auf die Linie 760 bedienen alle diese Buslinien den zentralen Knoten Ratingen Mitte, wo Anschluss an die Linie U 72 der Stadtbahn Düsseldorf besteht.
| Linie | Verlauf | Takt |
| ----- | --- | --- |
| S 6   | Essen Hbf – Essen Süd – E-Stadtwald – E-Hügel – E-Werden – Kettwig – Kettwig Stausee – Hösel – Ratingen Ost – D-Rath – D-Rath Mitte – D-Derendorf – D-Zoo – D-Wehrhahn – Düsseldorf Hbf – D-Volksgarten – D-Oberbilk – D-Eller Süd – D-Reisholz – D-Benrath – D-Garath – D-Hellerhof – Langenfeld-Berghausen – Langenfeld (Rheinland) – Lev.-Rheindorf – Lev.-Küppersteg – Leverkusen Mitte – Lev.-Chempark – K-Stammheim – K-Mülheim – K-Buchforst – K-Messe/Deutz – Köln Hbf – K-Hansaring – K-Nippes (– K-Geldernstr./Parkgürtel – K-Longerich – K-Volkhovener Weg – K-Chorweiler – K-Chorweiler Nord – K-Blumenberg – K-Worringen) Stand: Fahrplanwechsel Dezember 2023 | 20 min (werktags) 30 min (sonn-/feiertags, Essen–Düsseldorf auch samstags) Nippes–Worringen nur werktags 5–20 Uhr und sonn-/feiertags 11–21 Uhr |
| 749   | D-Kaiserswerth, Klemensplatz – Schloss Kalkum – Ratingen-Tiefenbroich, Kaiserswerther Straße – Ratingen, Phillipstraße – Ratingen Mitte – Ratingen Ost – Ratingen-Schwarzbach, Schule Nußbaum – ME-Metzkausen, Kantstraße – Hassel – Florastraße – Mettmann, Jubiläumsplatz – Mettmann Zentrum – Mettmann Stadtwald | |
| 757   | D-Unterrath – Rath, DOME/Am Hülserhof – Ratingen-West, Erfurter Straße – Dieselstraße – Tiefenbroich, Kaiserswerther Straße – Annastraße – Gorch-Fock-Straße – Ratingen, Phillipstraße – Ratingen Mitte – Ratingen Ost | |
| 759   | Düsseldorf, Flughafen Bf – Ratingen-West, Erfurter Straße – Dieselstraße – Eckampstraße – Ratingen Mitte – Ratingen Ost | |
| 760   | D-Wittlaer-Bockum, Roßpfad – Wittlaer – Schloss Kalkum – Kalkum, Am Flugfeld – Florence-Nightingale-Krankenhaus – Kaiserswerth, Klemensplatz – Lohausen, Nagelsweg – Stockum, Freiligrathplatz – Linienast 1: Messe Ost/Stockumer Kirchstr. – Nordpark/Aquazoo / Linienast 2: Falkenweg – Flughafen Terminal A/B/C – Unterrath, Eckenerstraße – Unterrath – Neu-Lichtenbroich – Ratingen-West, Erfurter Straße – Dieselstraße – Ratingen, Phillipstraße – Hauser Ring – Ratingen Ost | |
| 761   | Ratingen Mitte – Ratingen Ost – Homberg, Dorfstraße – Homberg Süd, Kirchfeldstraße | |
| 771   | Ratingen Mitte – Ratingen Ost – Ratingen-Homberg, Dorfstraße – Zur Straße – Heiligenhaus-Hofermühle → Unterstadt ← Höseler Platz → In der Blume/Stadtmitte ← Heiligenhaus, Rathaus → Abtskücher Straße ← Ehemannshof → Heiligenhaus-Hetterscheidt, Kuhs ← Schürhofer Straße – Velbert, Dalbecksbaum – Am Berg – Willy-Brandt-Platz – Velbert ZOB | |
| 773   | Ratingen, Hösel – Hösel, Bergbusch – Eggerscheidt – Ratingen, Hauser Ring – Ratingen Ost – Ratingen Mitte | |
| O 15  | Ratingen Ost – Ratingen Süd, Industriestraße – Ratingen Mitte – Hauser Ring – Ev. Krankenhaus – Ratingen Ost Ortsbus-Linie in Ratingen | |
| O 16  | Ratingen Ost – Ratingen Mitte – Tiefenbroich – Lintorf – Ratingen-Breitscheid, Am Kessel Ortsbus-Linie in Ratingen | |
| DL 1  | Ratingen-Hösel → Ratingen-Eggerscheidt – Ratingen-Breitscheid, Krummenweg – Ratingen-Lintorf – Ratingen-Tiefenbroich – Ratingen-West – Ratingen Mitte – Ratingen Ost | |